# Výbuch v kralupské chemičce 2018

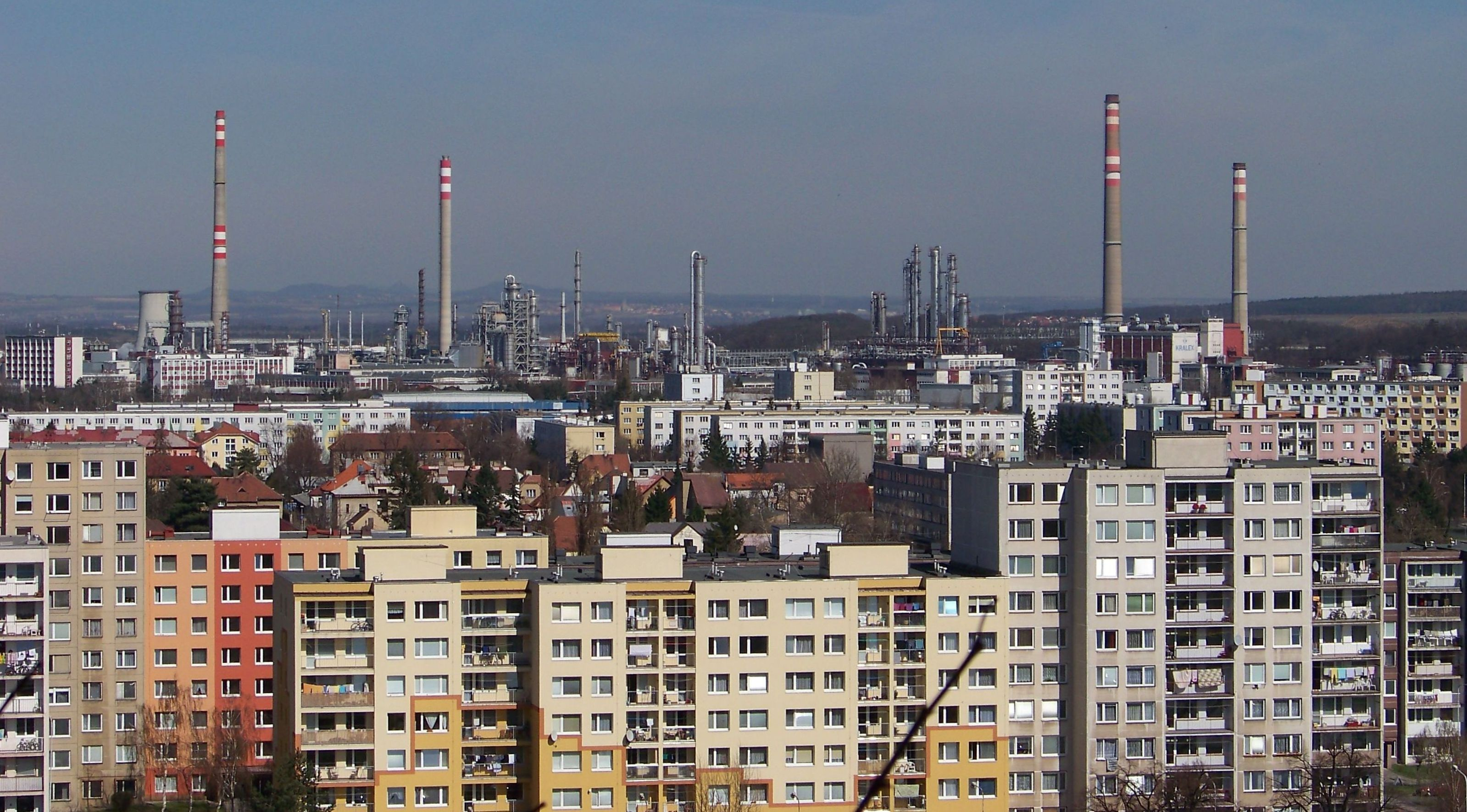
Pohled na chemickou továrnu Synthos, v popředí sídliště v Kralupech nad Vltavou

K výbuchu v chemickém závodu Synthos v Kralupech nad Vltavou došlo dopoledne 22. března 2018 krátce před 10:00. V areálu podniku explodovala tankovací nádrž v distribučním terminálu. V průběhu exploze nedošlo k úniku nebezpečných látek do ovzduší. Výbuch byl slyšet po celém okolí chemičky. Zemřelo šest pracovníků dodavatelských firem a další dva byli zraněni. Vinohradská nemocnice poté aktivovala traumaplán. Jedná se o největší průmyslovou havárii v Česku od roku 1989.[zdroj?]

## Příčina havárie
Podle zástupců města předcházelo explozi čištění prázdného zásobníku pohonných hmot, při kterém mohl být porušen technologický postup; firma Unipetrol, která kralupskou rafinerii vlastní, to ale nepotvrdila. Hasiči později uvedli, že za nehodu v chemičce může dělník, který odstranil záslepku, čímž se do nádrže dostaly benzinové páry.

## Ohlasy po tragédii
Na výbuch reagovali nejen nejvyšší představitelé České republiky, ale také se objevily zahraniční kondolence. Vyjádřil se k němu jak prezident Miloš Zeman, tak premiér Andrej Babiš. Oba na svých twitterových účtech uvedli zármutek nad úmrtím osob při explozi. Ze zahraničí kondoloval např. slovenský prezident Andrej Kiska. 